# جون فوكس (لاعب كريكت)
جون فوكس (10 مارس 1851 في المملكة المتحدة - 10 أغسطس 1929 بمقاطعة سومرست في المملكة المتحدة) (بالإنجليزية: John Fox)‏ هو لاعب كريكت بريطاني (وحمل سابقاً جنسية المملكة المتحدة لبريطانيا العظمى وأيرلندا). لعب مع نادي مقاطعة غلوستر للكريكت ‏.

## وصلات خارجية
- جون فوكس (لاعب كريكت) على موقع إي آس بي آن كريك إنفو (الإنجليزية)